# Suzanne Lenglen
Suzanne Rachel Flore Lenglen (Compiègne, Picardia, França, 24 de maig de 1899 − París, 4 de juliol de 1938) fou una tennista francesa, considerada una de les millors tennistes de tots els temps. Va aconseguir guanyar al llarg de la seva carrera 31 títols del Grand Slam, 12 d'ells en categoria individual, i tres medalles olímpiques. Dominadora del tennis femení a la dècada del 1920, fou anomenada La Divina per la premsa francesa.
L'any 1997, la segona pista de l'Estadi de Roland Garros, on es juga el Torneig de Roland Garros, fou batejada amb el nom de "Suzanne Lenglen", i la guanyadora de la prova individual femenina rep la "Copa Suzanne Lenglen".

## Biografia
Filla de Charles and Anaïs Lenglen, va néixer el 24 de maig de 1899 a la ciutat de Compiègne, població situada al departament de l'Oise, a 70 quilòmetres al nord de París. Durant la seva joventut va patir diversos problemes de salut, incloent asma crónica, una malaltia que al final de la seva vida es va tornar molt severa. Degut al seu estat de salut, el seu pare Charles Lenglen, propietari d'una companyia de transport, va decidir que seria bo per a ella practicar tennis per tal que el seu cos guanyés fortalesa. El seu primer intentva ser el 1910, quan als onze s'inicià en la pista que tenien a la casa familiar de Marest-sur-Matz. La jove gaudia del joc, de manera que el seu pare va decidir entrenar de forma més completa. Un dels mètodes emprats per entrenar consistia a estendre diversos mocadors en diferents llocs de la pista, i Suzanne havia llançar les pilotes sobre ells.
Quatre anys després de començar a jugar a tennis ja es va plantar a la final del Championnat de France de 1914 amb només catorze anys, que després seria l'Open de França. Tot i això, amb el començameen aquella època la inscripció només era oberta a membres de clubs francesos. En la final va perdre davant la defensora del títol Marguerite Broquedis en tres sets. Aquell mateix any però ja es va imposar en el World Hard Court Championships de Saint-Cloud, esdevenint la campiona més jove en un gran torneig en la història del tennis. Malauradament va esclatar la Primera Guerra Mundial i totes les competicions nacionals i internacionals es van suspendre els següents cinc anys, aturant temporalment la seva prometedora carrera.

## Torneigs de Grand Slam

### Individual: 8 (8−0)
| Resultat   | Núm. | Any  | Torneig                                 | Oponent                 | Marcador       |
| ---------- | ---- | ---- | --------------------------------------- | ----------------------- | -------------- |
| Guanyadora | 1.   | 1919 | Wimbledon, Londres, Regne Unit          | D. Lambert Chambers     | 10−8, 4−6, 9−7 |
| Guanyadora | 2.   | 1920 | Wimbledon (2)                           | D. Lambert Chambers     | 6−3, 6−0       |
| Guanyadora | 3.   | 1921 | Wimbledon (3)                           | Elizabeth Ryan          | 6−2, 6−0       |
| Guanyadora | 4.   | 1922 | Wimbledon (4)                           | Molla Bjurstedt Mallory | 6−2, 6−0       |
| Guanyadora | 5.   | 1923 | Wimbledon (5)                           | Kathleen McKane Godfree | 6−2, 6−2       |
| Guanyadora | 6.   | 1925 | Internationaux de France, París, França | Kathleen McKane Godfree | 6−1, 6−2       |
| Guanyadora | 7.   | 1925 | Wimbledon (6)                           | Joan Fry Lakeman        | 6−2, 6−0       |
| Guanyadora | 8.   | 1926 | Internationaux de France (2)            | Mary Browne             | 6−1, 6−0       |

### Dobles: 8 (8−0)
| Resultat   | Núm. | Any  | Torneig                                 | Parella        | Oponents                                       | Marcador       |
| ---------- | ---- | ---- | --------------------------------------- | -------------- | ---------------------------------------------- | -------------- |
| Guanyadora | 1.   | 1919 | Wimbledon, Londres, Regne Unit          | Elizabeth Ryan | D. Lambert Chambers Ethel Larcombe             | 4−6, 7−5, 6−3  |
| Guanyadora | 2.   | 1920 | Wimbledon (2)                           | Elizabeth Ryan | D. Lambert Chambers Ethel Larcombe             | 6−4, 6−0       |
| Guanyadora | 3.   | 1921 | Wimbledon (3)                           | Elizabeth Ryan | Geraldine Beamish Irene Peacock                | 6−1, 6−2       |
| Guanyadora | 4.   | 1922 | Wimbledon (4)                           | Elizabeth Ryan | Kathleen McKane Godfree Margaret McKane Stocks | 6−0, 6−4       |
| Guanyadora | 5.   | 1923 | Wimbledon (5)                           | Elizabeth Ryan | Joan Austin Evelyn Colyer                      | 6−3, 6−1       |
| Guanyadora | 6.   | 1925 | Internationaux de France, París, França | Julie Vlasto   | Evelyn Colyer Kathleen McKane Godfree          | 6−1, 9−11, 6−2 |
| Guanyadora | 7.   | 1925 | Wimbledon (6)                           | Elizabeth Ryan | Kathleen Bridge Mary McIlquham                 | 6−2, 6−2       |
| Guanyadora | 8.   | 1926 | Internationaux de France (2)            | Julie Vlasto   | Evelyn Colyer Kathleen McKane Godfree          | 6−1, 6−1       |

#### Dobles mixtos: 5 (5−0)
| Resultat   | Núm. | Any  | Torneig                                 | Parella          | Oponents                           | Marcador |
| ---------- | ---- | ---- | --------------------------------------- | ---------------- | ---------------------------------- | -------- |
| Guanyadora | 1.   | 1920 | Wimbledon, Londres, Regne Unit          | Gerald Patterson | Elizabeth Ryan Randolph Lycett     | 7−5, 6−3 |
| Guanyadora | 2.   | 1922 | Wimbledon (2)                           | Pat O'Hara Wood  | Elizabeth Ryan Randolph Lycett     | 6−4, 6−3 |
| Guanyadora | 3.   | 1925 | Internationaux de France, París, França | Jacques Brugnon  | Julie Vlasto Henri Cochet          | 6−2, 6−2 |
| Guanyadora | 4.   | 1925 | Wimbledon (3)                           | Jean Borotra     | Elizabeth Ryan Umberto de Morpurgo | 6−3, 6−3 |
| Guanyadora | 5.   | 1926 | Internationaux de France (2)            | Jacques Brugnon  | Suzanne Le Besnerais Jean Borotra  | 6−4, 6−3 |

### Altres torneigs: 14 (5−4−5)

#### Individual: 6 (5−1)
| Resultat   | Núm. | Any  | Torneig                              | Oponent              | Marcador      |
| ---------- | ---- | ---- | ------------------------------------ | -------------------- | ------------- |
| Finalista  | 1.   | 1914 | Championnat de France, París, França | Marguerite Broquedis | 5−7, 6−4, 6−3 |
| Guanyadora | 2.   | 1920 | Championnat de France                | Marguerite Broquedis | 6−1, 7−5      |
| Guanyadora | 3.   | 1921 | Championnat de France (2)            | Germaine Golding     | Renúncia      |
| Guanyadora | 4.   | 1922 | Championnat de France (3)            | Germaine Golding     | 6−4, 6−2      |
| Guanyadora | 5.   | 1923 | Championnat de France (4)            | Germaine Golding     | 6−1, 6−4      |

#### Dobles: 5 (4−1)
| Resultat   | Núm. | Any  | Torneig                              | Parella            | Oponents                           | Marcador |
| ---------- | ---- | ---- | ------------------------------------ | ------------------ | ---------------------------------- | -------- |
| Finalista  | 1.   | 1914 | Championnat de France, París, França | Germaine Golding   | Blanche Amblard Suzanne Amblard    | 4−6, 6−8 |
| Guanyadora | 1.   | 1920 | Championnat de France                | Élisabeth d'Ayen   | Germaine Golding Jeanne Vaussard   | 6−1, 6−1 |
| Guanyadora | 2.   | 1921 | Championnat de France (2)            | Germaine Bourgeois | Marguerite Broquedis Suzanne Deve  | 6−2, 6−1 |
| Guanyadora | 3.   | 1922 | Championnat de France (3)            | Germaine Bourgeois | Marie Conquet Marie Danet          | 6−3, 6−1 |
| Guanyadora | 4.   | 1923 | Championnat de France (4)            | Julie Vlasto       | Helene Contostavlos Daisy Speranza | 6−1, 6−0 |

#### Dobles mixtos: 5 (5−0)
| Resultat   | Núm. | Any  | Torneig                              | Parella         | Oponents                         | Marcador |
| ---------- | ---- | ---- | ------------------------------------ | --------------- | -------------------------------- | -------- |
| Guanyadora | 1.   | 1914 | Championnat de France, París, França | Max Decugis     |                                  |          |
| Guanyadora | 2.   | 1920 | Championnat de France (2)            | Max Decugis     | Marie Conquet Marcel Dupont      | 6−0, 6−3 |
| Guanyadora | 3.   | 1921 | Championnat de France (3)            | Jacques Brugnon | Marguerite Broquedis Max Decugis | 6−4, 6−1 |
| Guanyadora | 4.   | 1922 | Championnat de France (4)            | Jacques Brugnon | Germaine Golding Jean Borotra    | 6−0, 6−0 |
| Guanyadora | 8.   | 1923 | Championnat de France (5)            | Jacques Brugnon | Yvonne Bourgeois Henri Cochet    | 6−1, 7−5 |

## Carrera esportiva
Degut a l'aturada de tots els torneigs per la Primera Guerra Mundial, fins a l'any 1919 no va poder disputar un altre torneig de Grand Slam. Per primera vegada va jugar sobre la superfície d'herba i va arribar a la final individual femenina enfrontant-se a l'ídol local Dorothea Douglass Lambert Chambers, 7 vegades campiona del torneig. Aquest partit es disputà davant de 8.000 espectadors inclosos els reis britànics Jordi V i Maria de Teck. En aquesta final aconseguí derrotar la britànica per 10–8, 4–6 i 9–7, obtenint així el seu primer Grand Slam. A banda de la victòria, també va centrar l'atenció dels mitjans de comunicació per la vestimenta utilitzada, mostrant els avantbraços i els panxells quan la resta de participants femenines portaven un vestit que cobria gairebé tot el cos. Lenglen es va imposar en la final de Wimbledon en totes les edicions fins a l'any 1925 a excepció de 1924, quan s'hagué de retirar en semifinals a causa de problemes físics. Fou la darrera tennista francesa a guanyar aquest torneig fins Amélie Mauresmo l'any 2006. En categoria de dobles femenins debutà igualment el 1919, i al costat de l'estatunidenca Elizabeth Ryan aconseguí també sis títols coincidint amb les victòries individuals. En la categoria de dobles mixts aconseguí tres títols amb l'australià Gerald Patterson (1920), l'australià Pat O'Hara Wood (1922) i el francès Jean Borotra (1925).
L'any següent es van disputar els Jocs Olímpics d'Estiu de 1920 a Anvers (Bèlgica), on Lenglen va aconseguir tres medalles per les tres proves que va disputar. Va dominar l'esdeveniment individual femení, ja que només va cedir quatre jocs en tots els partits. En la prova de dobles femenins va aconseguir la medalla de bronze fent parella amb Élisabeth d'Ayen, mentre que en la prova de dobles mixts va guanyar l'or junt a Max Décugis.
Lenglen debutà en el Torneig de Roland Garros l'any 1914, aleshores conegut com a Championnat de France amateur international de tennis perquè només hi podien participar membres de clubs de tennis francesos, però a causa de la suspensió del torneig per la Primera Guerra Mundial, la següent edició no es va disputar fins al 1920. Jugà en totes les següents edicions fins a 1926 a excepció de 1924, acumulant un total de sis títols individuals. L'obertura a tots els jugadors amateurs es va produir l'any 1925, de manera que els dos darrers títols els va aconseguir amb l'obertura internacional. Al palmarès individual cal sumar també sis títols de dobles femenins al costat de Élisabeth d'Ayen (1920), Germaine Golding (1921, 1922) i Julie Vlasto (1923, 1925, 1926); i set més de dobles mixtos amb les parelles Max Decugis (1914, 1920), Jacques Brugnon (1921, 1922, 1923, 1925, 1926). Es pot resumir que en les edicions de 1920, 1921, 1922, 1923, 1925 i 1926 va guanyar el títol en les tres categories en què va participar.

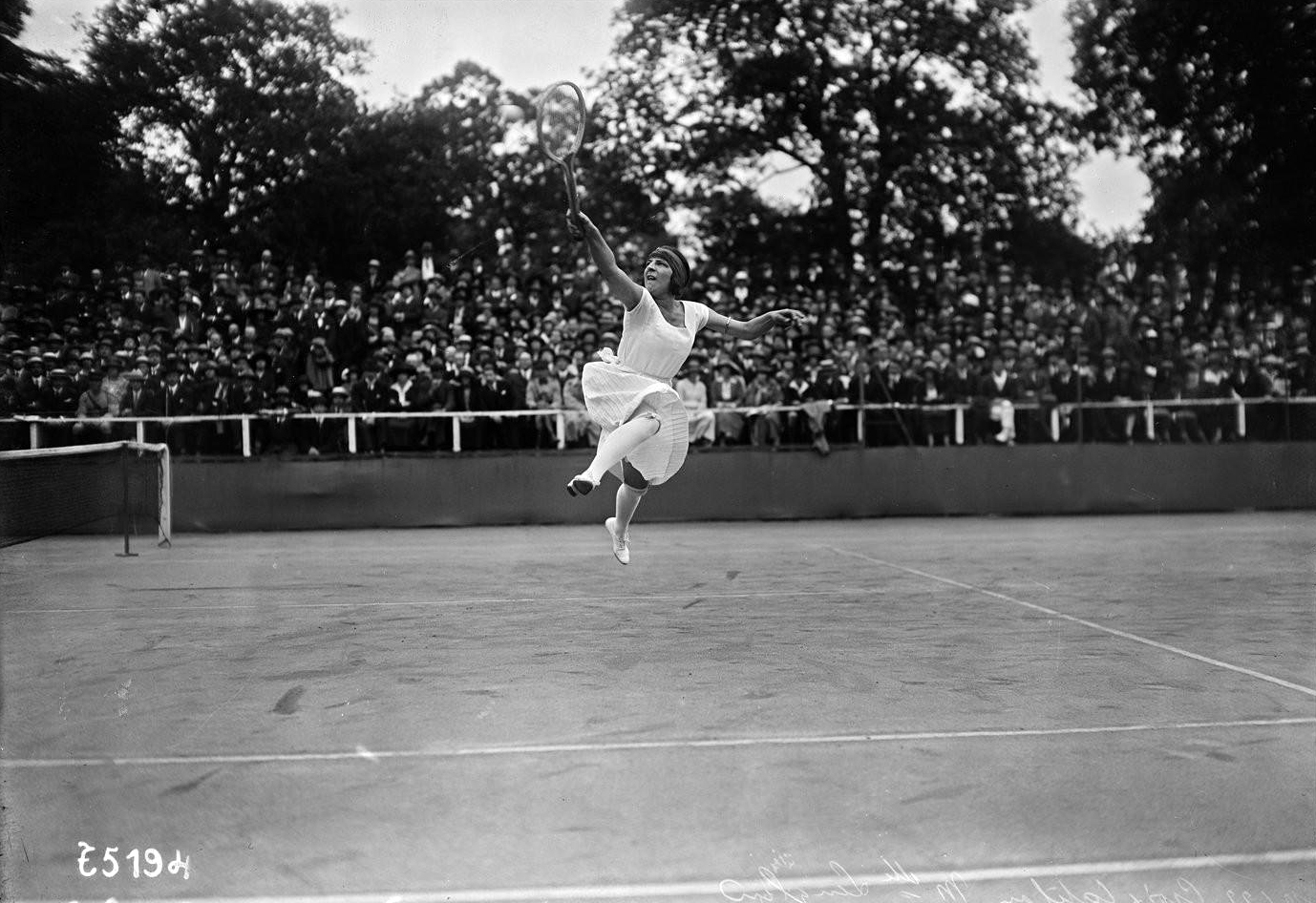
Jugant contra Mme Golding al Campionat de França de 1922

El 1921 va viatjar als Estats Units per disputar diversos partits d'exhibició contra la tennista estatunidenca d'origen noruec Molla Bjurstedt Mallory per recaptar fons per a la reconstrucció del seu país a causa de la Primera Guerra Mundial. Després d'un viatge força complicat a causa dels retards, va arribar a Nova York tot just el dia abans de l'inici dels US Championships, torneig al qual fou inscrita per l'organització sense el seu consentiment. Degut a la pressió del públic i malgrat els problemes de salut que patia a causa del viatge, va acceptar participar-hi a canvi de ser alliberada de la primera ronda per poder-se recuperar mínimament. El primer partit el disputà contra Mallory, defensora del títol en aquell moment. Lenglen va perdre el primer set 6-2 i començà a tossir i plorar a causa dels problemes de salut que patia que l'obligaren a abandonar. Tant el públic present com la premsa la va criticar durament, i més quan per prescripció mèdica li aconsellaren cancel·lar els partits d'exhibició que tenia planificats quan li diagnosticaren tos ferina. Finalment va decidir tornar a França sense jugar cap partit més. Degut a l'experiència viscuda, no va tornar a disputar cap partit més als Estats Units.

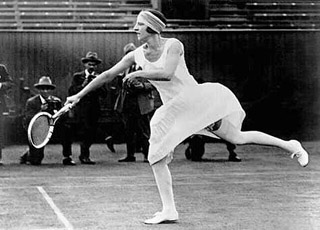

El 1926 va disputar un dels partits més memorables de la seva carrera a Canes davant una jove tennista estatunidenca anomenada Helen Wills, que ja havia guanyat en dues ocasions el US Championships i que dominaria el tennis femení d'una forma semblant a com ho havia fet Lenglen. El preu de les entrades per veure el partit en directe eren desorbitats a causa de la gran demanda. Lenglen va guanyar per 6-3 i 8-6 després d'estar prop d'un col·lapse en diversos ocasions a causa de la màxima tensió nerviosa. Aquest partit va quedar recollit en el llibre The Goddess and the American Girl: The Story of Suzanne Lenglen and Helen Wills de Larry Englemann.

### Professionalisme
Lenglen fou la primera gran tennista que es convertí en jugadora professional de tennis. Així el 1926 acceptà l'oferta de 75.000 dòlars per fer una gira pels Estats Units enfront Mary K. Browne, antiga campiona del US Championships. Per primera vegada en la història del tennis, un partit femení fou el principal esdeveniment d'una gira que incloïa tennistes masculins. En finalitzar la gira, Lenglen havia guanyat Browne en els 38 partits que havien disputat. Els metges li van recomanar un bon període de descans per recuperar-se de la llarga gira, però ella va decidir retirar-se del tennis competitiu i iniciar una escola de tennis a París amb l'ajut de Jean Tillier.
La seva decisió d'entrar al món professional fou llargament criticada, i per exemple, l'All England Club de Wimbledon li va retirar la seva condició de membre honorífic. Lenglen va explicar que va prendre aquesta decisió per escapar-se de la sensació d'esclavatge que tenia formant part del circuit amateur, havia guanyat molts diners però tots eren per pagar les quotes d'admissió per participar en els torneigs, però res per la seva vida privada. Malgrat haver dominat el circuit femení i haver guanyat multitud de premis, no era rica i havia de seguir treballant per poder sobreviure. Amb aquestes declaracions criticava durament el circuit amateur perquè només les persones riques podien competir-hi sense risc d'arruïnar-se.
Va morir el 4 de juliol de 1938 a la seva residència de la ciutat de París, a conseqüència d'una leucèmia que l'havia deixat cega. Fou enterrada en el Cimetière parisien de Saint-Ouen de Saint-Ouen, prop de París.

## Jocs Olímpics

### Individual
| Any  | Campionat                      | Oponent        | Resultat |
| ---- | ------------------------------ | -------------- | -------- |
| 1920 | Jocs Olímpics, Anvers, Bèlgica | Dorothy Holman | 6−3, 6−0 |

### Dobles
| Any  | Campionat                      | Parella          | Oponents                     | Resultat |
| ---- | ------------------------------ | ---------------- | ---------------------------- | -------- |
| 1920 | Jocs Olímpics, Anvers, Bèlgica | Élisabeth d'Ayen | Marie Storms Fernande Arendt | Renúncia |

### Dobles mixtos
| Any  | Campionat                      | Parella     | Oponents                        | Resultat |
| ---- | ------------------------------ | ----------- | ------------------------------- | -------- |
| 1920 | Jocs Olímpics, Anvers, Bèlgica | Max Décugis | Kathleen McKane Maxwell Woosnam | 6−4, 6−2 |

## Llegat
Prèviament a l'aparició de Lenglen, el tennis femení tenia molt poc interès a nivell mediàtic. Tant el seu nivell tennístic com la seva passió i el seu caràcter temperamental i un punt extravagant dins la pista, van despertar l'interès de molts seguidors del tennis. Esportivament destacava per la seva condició física, molt àgil, un bon joc de peus i molta rapidesa, però també per la seva precisió en els cops. El seu domini en el tennis femení durant set anys, junt a la introducció del glamour en les pistes de tennis van contribuir en aquest increment.

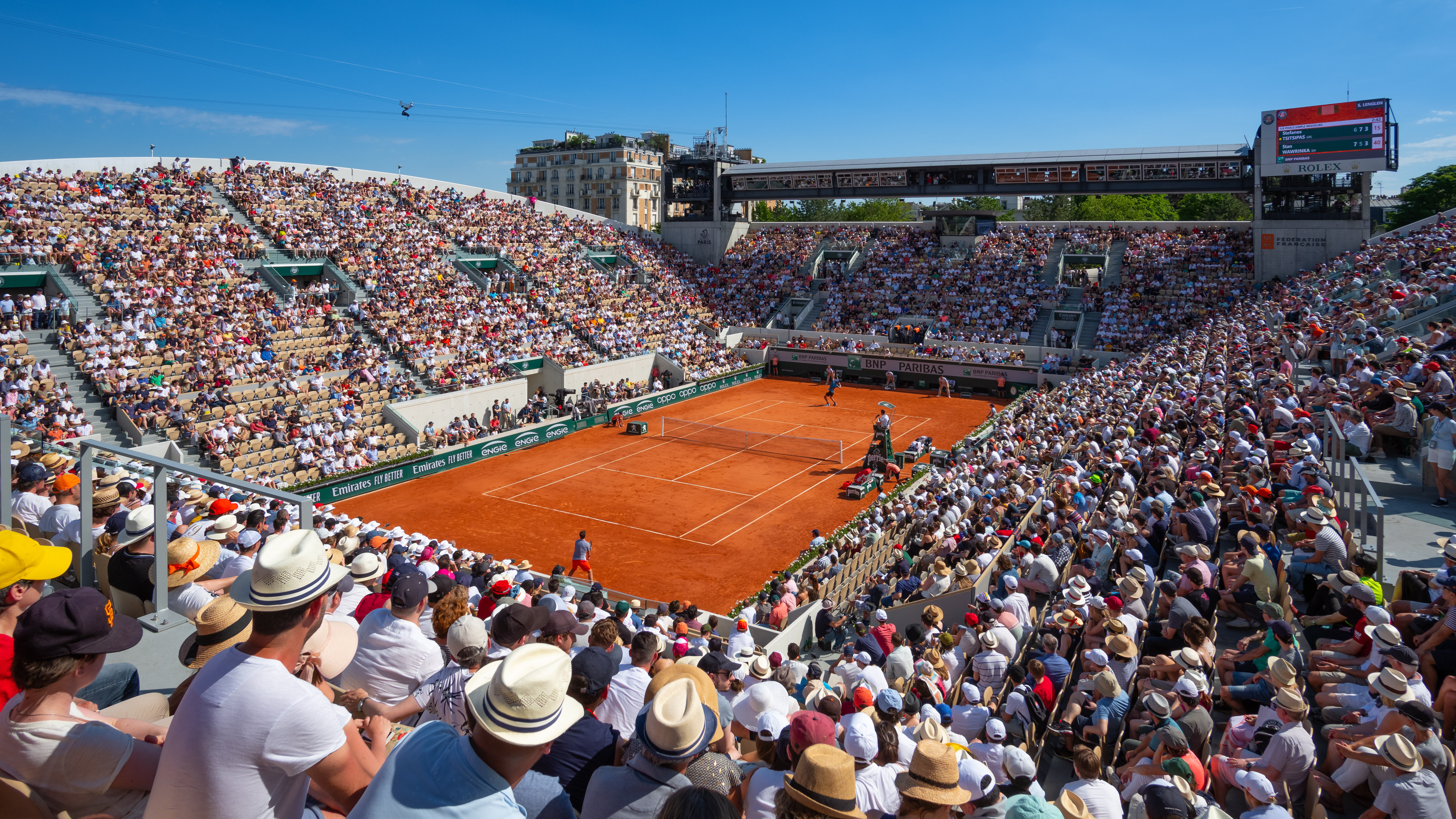
La pista de Suzanne Lenglen, a l'estadi de Roland Garros

L'any 1997, la segona pista de l'Estadi de Roland Garros, seu del torneig del Grand Slam Roland Garros, es va canviar de nom per anomenar-se a pista Suzanne Lenglen (Court Suzanne-Lenglen) en honor seu. Addicionalment, el trofeu que premia la categoria individual femenina d'aquest torneig es va anomenar Copa Suzanne Lenglen (Coupe Suzanne Lenglen). L'any 2001, la federació de tennis francesa va organitzar la primera Suzanne Lenglen Cup per a dones més grans de 35 anys. Inicialment es disputava anualment a França, però posteriorment passà a disputar-se en un país diferent cada edició.
Les estadístiques de la seva carrera donen 341 victòries i set derrotes, un percentatge de triomfs del 98%. Lenglen fou escollida per entrar al International Tennis Hall of Fame l'any 1978 per la seva condició d'haver estat una de les millors tennistes de la història.